# Jan Duwall
Jan Duwall (ur. 13 kwietnia 1720 w Żegocinie, zm. 13 grudnia 1785 w Tarnowie) – polski duchowny rzymskokatolicki, doktor obojga praw, biskup nominat (cesarski) tarnowski w latach 1783–1785.

## Życiorys
Pochodził ze spolonizowanej rodziny francuskiej. Święcenia kapłańskie przyjął w 1 kwietnia 1747 z rąk biskupa Michała Kunickiego. W latach 1752–1755 był prałatem kolegiaty w Wojniczu, w latach 1755–1757 proboszczem w Prandocinie, następnie w Radłowie, gdzie przebudował kościół w stylu barokowym. Od 1758 był rezydentem w Wojniczu.
Doktorat obojga praw uzyskał 19 maja 1763 na Akademii Krakowskiej.
W latach 1781–1783 pełnił funkcję administratora części diecezji krakowskiej na terenie monarchii habsburskiej. W 1783 został mianowany przez cesarza Józefa II pierwszym w historii biskupem tarnowskim, jednakże nigdy nie uzyskał papieskiego potwierdzenia swej nominacji i święceń biskupich, pozostając biskupem nominatem.